# 亞美尼亞國家英雄
亞美尼亞國家英雄，是亞美尼亞共和國頒授的最高級榮譽頭銜。

## 頒授
時任亞美尼亞總統列翁·特爾-彼得羅相在1994年4月22日簽訂法案，設立亞美尼亞國家英雄的榮譽頭銜。根據當局規定，在以下三方面作出全國性卓越服務的人能獲頒授此頭銜：
- 增強亞美尼亞的國防
- 鞏固亞美尼亞的法律與秩序（英语：Law and order (politics)）
- 為亞美尼亞創造重要的民族價值觀

如果獲頒者得到的是最高級的亞美尼亞國家英雄榮譽頭銜，該名公民會同時獲授祖國勳章；獲頒者會把祖國勳章掛在左邊胸口處。

## 獲頒者
下表僅列出獲得最高級亞美尼亞國家英雄榮譽頭銜的獲頒者。
| 獲頒者              | 頒授年份 | 事蹟 | 參考資料     |
| ------------------- | -------- | --- | ------------ |
| 瓦茲根一世          | 1994年   | 瓦茲根一世擔任亞美尼亞卡托利科斯一職逾40年，他令亞美尼亞使徒教會重新成為亞美尼亞人的生活重要一環，贏得舉世亞美尼亞人的尊敬。                         | [ 1 ] [ 3 ]  |
| 維克托·安巴楚勉     | 1994年   | 安巴楚勉是一名獲得多個獎項的科學家，為天體物理學的研究開啟了新方向。                                                                                 | [ 1 ] [ 4 ]  |
| 阿列克斯·馬努基揚   | 1994年   | 馬努基揚是一名商人，他大量向亞美尼亞僑民開辦的文化機構、醫院和慈善組織捐款，支持他們保育亞美尼亞文化。                                               | [ 1 ] [ 5 ]  |
| 莫夫謝斯·戈爾吉相   | 1996年   | 戈爾吉相曾爭取亞美尼亞獨立、推動當地建軍，是首個升起亞美尼亞三色旗的人。                                                                             | [ 1 ] [ 6 ]  |
| 格哈茲尼克·米卡耶良 | 1996年   | 米卡耶良是一名支隊司令員，他為人勇敢，在納卡戰爭中身亡。                                                                                             | [ 1 ] [ 7 ]  |
| 蒙捷·梅爾科尼揚     | 1996年   | 梅爾科尼揚曾是個考古學家，他令納卡戰爭中的納戈爾諾-卡拉巴赫軍人能夠遵守軍紀，自己其後戰死。                                                          | [ 1 ] [ 8 ]  |
| 塔圖爾·克爾佩揚     | 1996年   | 克爾佩揚支持納戈爾諾-卡拉巴赫統一到亞美尼亞，在就讀大學時投筆從戎；他和其後軍人對當地的亞美尼亞村民態度友善，自己其後戰死沙場。                      | [ 1 ] [ 9 ]  |
| 維佳·艾瓦江         | 1996年   | 艾瓦江曾參與組織和領導卡拉巴赫委員會，1989年被捕，1990年身亡。                                                                                       | [ 1 ] [ 10 ] |
| 吉萬·阿布拉米揚     | 1996年   | 阿布拉米揚參與納卡戰爭，他使計令阿塞拜疆的軍隊陷入混亂，但其後身亡。                                                                                 | [ 1 ] [ 11 ] |
| 尤拉·波戈相         | 1996年   | 波戈相曾經擔任戰鬥員、偵察兵、軍事工程師和指揮官的軍職，他參與了納卡戰爭，其後身亡。                                                                 | [ 1 ] [ 12 ] |
| 卡连·杰米尔强       | 1999年   | 傑米爾強在參選總統失敗後創立亞美尼亞人民黨，其後擔任亚美尼亚国会議長，在1999年的議會槍擊案中喪生。                                                   | [ 1 ] [ 13 ] |
| 瓦茲根·薩爾基相     | 1999年   | 薩爾基相曾經是個作家，後來先後成為亞美尼亞的國防部部長和總理，在上述的議會槍擊案中身亡。                                                             | [ 1 ] [ 14 ] |
| 柯克·克科里安       | 2004年   | 科克萊恩是個商人，他在亞美尼亞大地震後為當地提供醫療用品等援助，又協助修建住宅和公共設施。                                                           | [ 1 ] [ 15 ] |
| 查尔斯·阿兹纳吾尔   | 2004年   | 阿茲納弗為一名藝人，他曾參演逾60部電影、創作逾1,000首歌曲；亞美尼亞發生大地震後，他透過自己開辦的慈善組織提供災後支援。                              | [ 1 ] [ 16 ] |
| 尼古拉·雷日科夫     | 2008年   | 雷日科夫是「俄羅斯聯邦會議－亞美尼亞共和國國會議會合作委員會」的主席，在亞美尼亞大地震後支援當地，成為唯一一名獲頒此榮譽頭銜的外國人（截至2014年）。 | [ 1 ] [ 17 ] |